# Jerzy Zawisza
Jerzy Zawisza (ur. 19 grudnia 1943 w Borku Wielkim) – polski polityk, nauczyciel akademicki, pułkownik Wojska Polskiego, urzędnik, poseł na Sejm V kadencji.

## Życiorys

### Wykształcenie i praca zawodowa
W 1974 ukończył studia na Wydziale Elektromechanicznym Wojskowej Akademii Technicznej w Warszawie, a w 1994 – studia podyplomowe na Wydziale Leśnym Akademii Rolniczej w Krakowie. W 2000 uzyskał stopień doktora (z zakresu fizycznych procesów w górnictwie) w Instytucie Naukowo-Badawczym Ochrony Pracy Państwowej Akademii Nauk Ukrainy. Uzyskał następnie także stopień doktora habilitowanego.
W latach 1961–1998 był zawodowym żołnierzem, dosłużył się stopnia pułkownika. Od 1998 do 2001 pracował jako dyrektor departamentu w Ministerstwie Przemysłu i Handlu. W latach 2003–2005 pełnił funkcję dyrektora kontroli PFRON i wykładowcy w Wyższej Szkole Promocji w Warszawie. Był też dyrektorem w Państwowej Agencji Restrukturyzacji Węgla Kamiennego S.A. Zasiadał w zarządzie Polskiego Towarzystwa Ozonoterapii i Polskiej Fundacji Promocji Kadr. Był również członkiem zarządu Międzynarodowego Portu Lotniczego Kraków-Balice.
W 2008 został wykładowcą w Instytucie Ekonomii Wyższej Szkoły Gospodarczej w Przemyślu. Następnie został profesorem w Wyższej Szkole Gospodarki Euroregionalnej im. Alcide De Gasperi w Józefowie. Od 2012 do 2014 pełnił funkcję prorektora Wyższej Szkoły Nauk Społecznych im. ks. Józefa Majki w Mińsku Mazowieckim. Obejmował stanowiska profesorskie w Społecznej Akademii Nauk w Łodzi i w Warszawskiej Wyższej Szkole Biznesu. 

### Działalność polityczna
Od 1966 do 1985 należał do Polskiej Zjednoczonej Partii Robotniczej. W 2002 wstąpił do Samoobrony RP. W 2005 z listy tego ugrupowania uzyskał mandat poselski na Sejm V kadencji z okręgu tarnowskiego liczbą 5338 głosów. Pracował w Komisji ds. Kontroli Państwowej oraz w Komisji Edukacji, Nauki i Młodzieży. Od grudnia 2006 do stycznia 2008 kierował strukturami Samoobrony RP w województwie małopolskim. W przedterminowych wyborach parlamentarnych w 2007 bez powodzenia ubiegał się o reelekcję (otrzymał 1463 głosy).
W lutym 2008 wystąpił z Samoobrony RP i wycofał się z bieżącej polityki.

### Proces lustracyjny
19 września 2007 Sąd Apelacyjny w Katowicach uznał go prawomocnie za „kłamcę lustracyjnego” i zakazał pełnienia funkcji publicznych przez okres 10 lat, wobec zatajenia współpracy z kontrwywiadem wojskowym z lat 1964–1975. Wyrok ten został w grudniu 2008 utrzymany w mocy przez Sąd Najwyższy, który odrzucił kasację Jerzego Zawiszy jako „oczywiście bezzasadną”. W 2011 Europejski Trybunał Praw Człowieka w sprawie ze skargi Jerzego Zawiszy przeciwko Polsce stwierdził naruszenie przepisów EKPC z uwagi na znaczne ograniczenie zdolności skarżącego do udowodnienia, że jego kontakty z komunistycznymi służbami bezpieczeństwa nie oznaczały „umyślnej i tajnej współpracy” w znaczeniu ustawy lustracyjnej.